# Felix Baumgartner

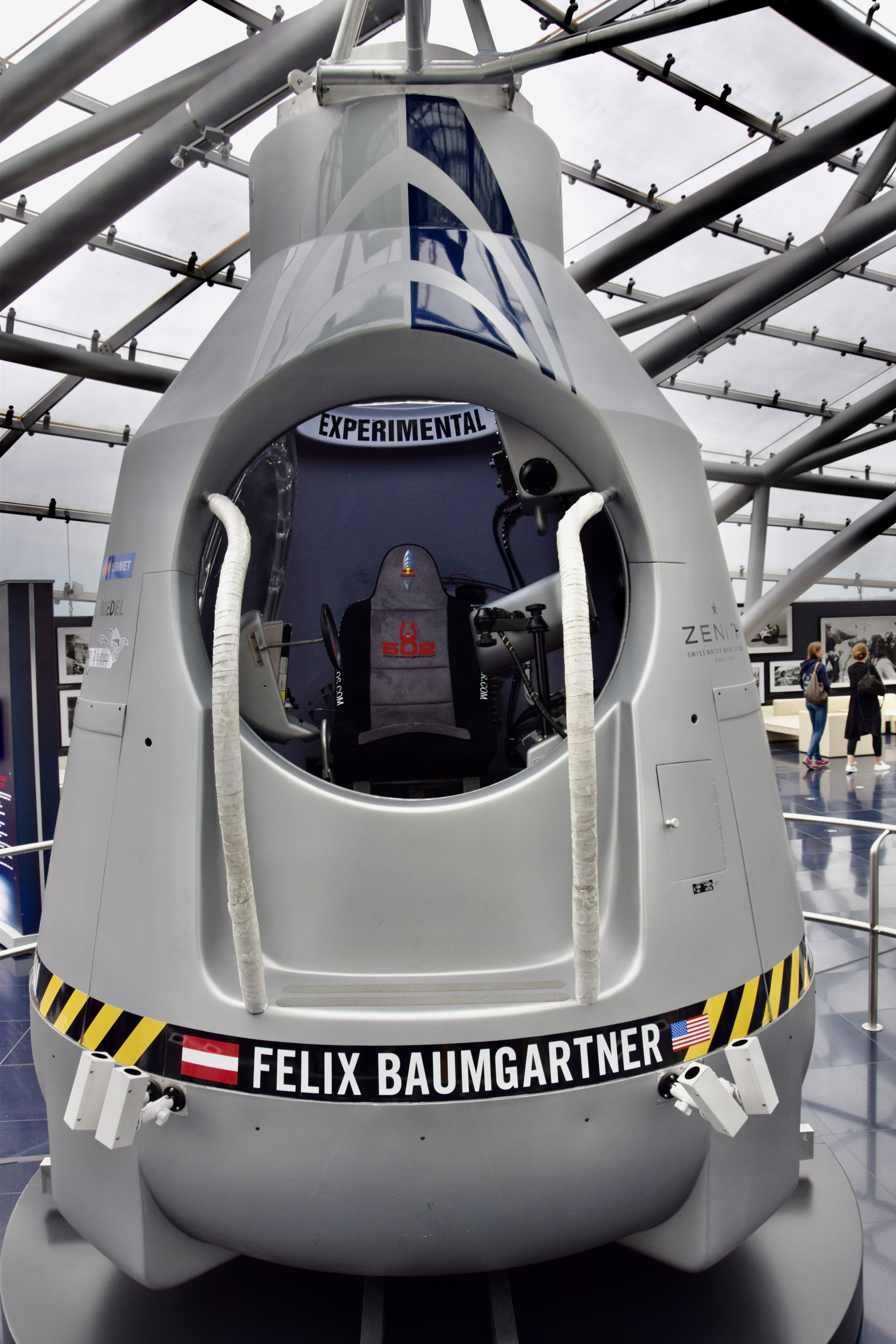
Félix Baumgartner, Red Bull Stratos, Hangar 7 (Ank Kumar, Infosys Limited)

Felix Baumgartner (Salzburgo, 20 de abril de 1969-Porto Sant'Elpidio, 17 de julio de 2025) fue un militar, paracaidista y un saltador BASE austríaco. Fue conocido por la particular peligrosidad de las maniobras que realizó durante su carrera. Baumgartner pasó algún tiempo en el ejército austríaco, donde practicó paracaidismo, incluyendo entrenamiento para aterrizar en zonas pequeñas.
El 14 de octubre de 2012 batió tres récords históricos al lanzarse en caída libre desde los 38.969,3 metros de altura, después de haber ascendido en globo tripulado a la estratosfera, alcanzando una velocidad máxima de 1357,64 km/h, con lo que rompió la barrera del sonido, siendo la primera persona que lo hacía con su propio cuerpo.
Récord de altura que luego rompió el vicepresidente de Google, Alan Eustace, de 57 años, el 24 de octubre de 2014, saltando desde 41.425 metros. Alcanzó una velocidad máxima de 1.322 km/h, rompiendo también la barrera del sonido, aunque no superó la velocidad del récord de Baumgartner.

## Biografía

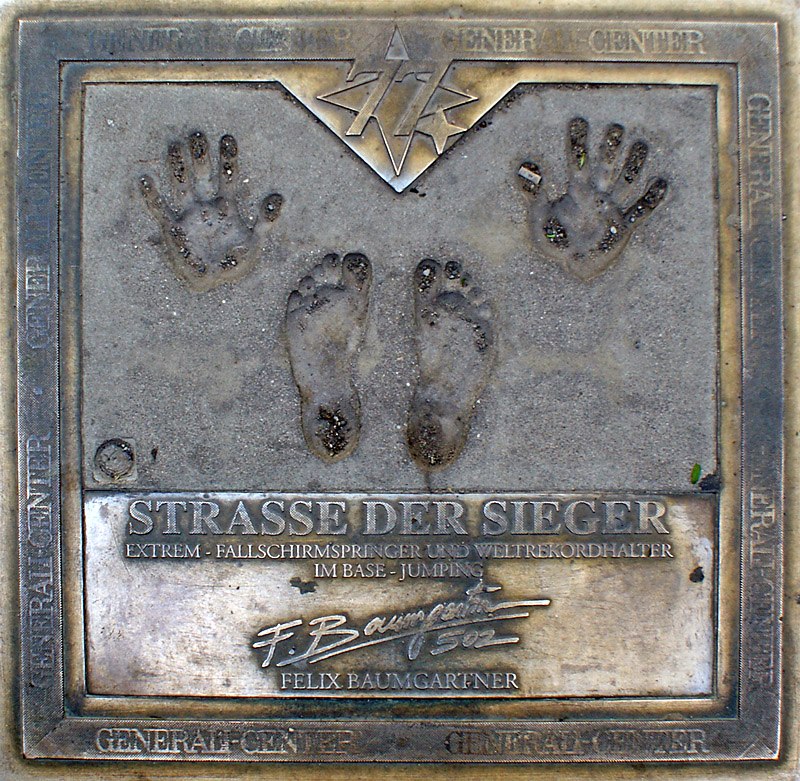
Homenaje a Baumgartner en Viena.

Nació el 20 de abril de 1969 en Salzburgo, Austria. Realizó su primer salto a los 16 años y mejoró sus habilidades con paracaídas como miembro del equipo de fuerzas especiales del Ejército austríaco. En 1999 obtuvo el récord por el salto más alto desde un edificio cuando saltó desde las Torres Petronas en Kuala Lumpur, Malasia.
El 31 de julio del 2003, Baumgartner se convirtió en la primera persona en cruzar el canal de la Mancha en caída libre usando un ala de fibra hecha por diseño. Baumgartner estableció el récord mundial por el salto BASE más bajo en toda la historia desde la mano del Cristo Redentor en Río de Janeiro. Fue la primera persona en realizar un salto BASE desde el Viaducto de Millau en Francia el 27 de junio de 2004 y la primera persona que hizo paracaidismo en él y también saltó el edificio Turning Torso en Malmö, Suecia.
El 12 de diciembre del 2007, se convirtió en la primera persona en saltar desde la plataforma de observación del piso 91 (aproximadamente 390 m (1280 pies) del edificio construido más alto del mundo en esa fecha; el Taipei 101 en Taipéi (Taiwán).

### Red Bull Stratos

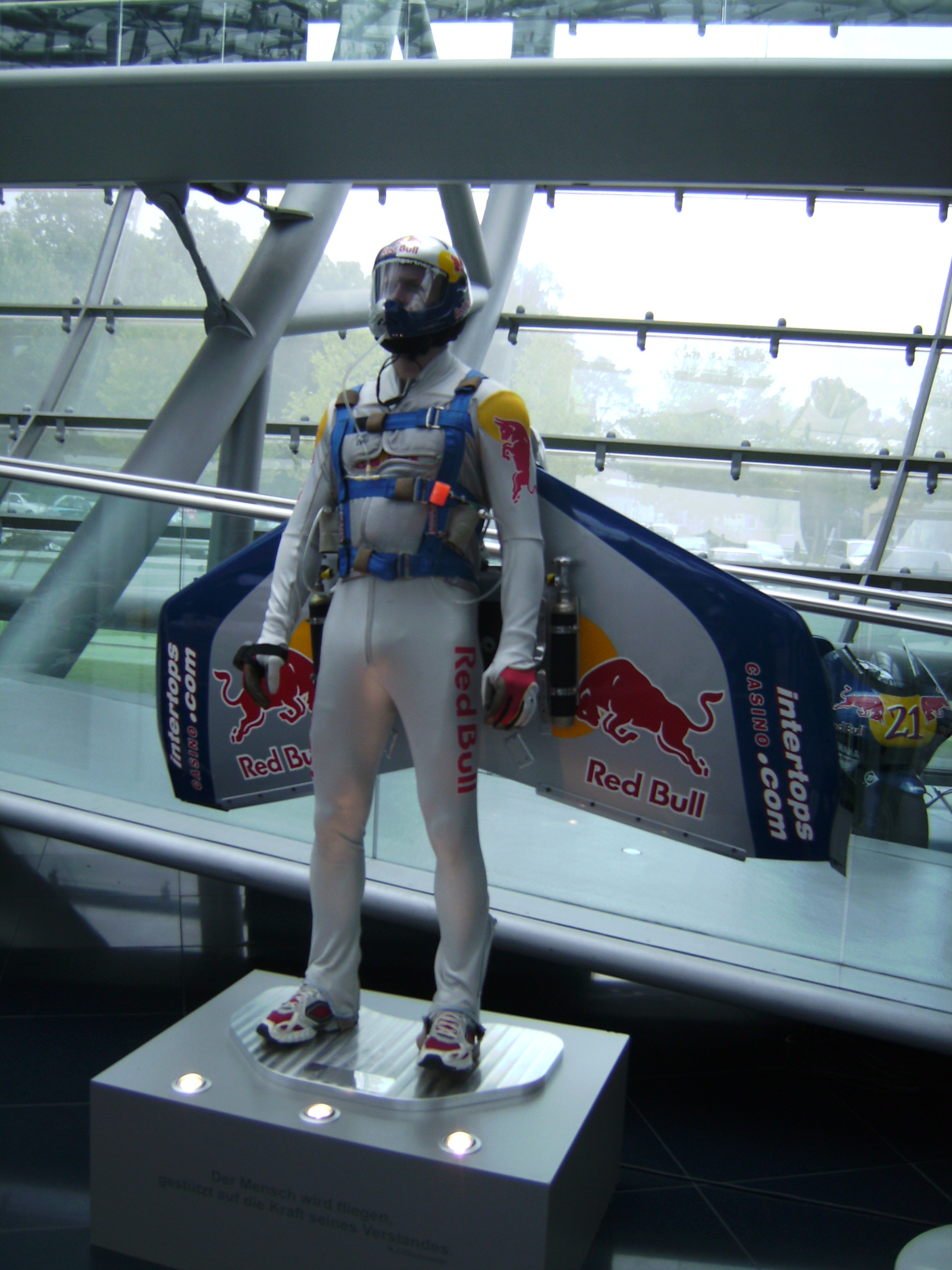
Homenaje a Felix Baumgartner.

En enero del 2010, se informó que Baumgartner estaba trabajando con un equipo de científicos y con la marca Red Bull para lograr el salto más alto jamás realizado. Baumgartner iba a realizar un salto de 120 000 pies (36 600 m) desde una cápsula suspendida de un globo estratosférico inflado con helio y de paredes de apenas 0,02 mm de espesor, intentando convertirse en el primer paracaidista en romper la barrera del sonido; la hazaña estaba programada para llevarse a cabo en 2011. Joseph Kittinger, quien posee el récord de mayor tiempo de caída libre -récord que Baumgartner quiso batir, pero no lo consiguió-, asesoró a Baumgartner durante la misión Stratos. Con esta misión se espera obtener mejores datos científicos para la próxima generación de trajes de presión. De cualquier modo, el 12 de octubre de 2010, Red Bull anunció que pondría en pausa el proyecto después de que Daniel Hogan presentase una demanda en la Corte Superior de California, en Los Ángeles, durante el mes de abril del mismo año, reclamando ser el creador de la idea del salto en el borde del espacio en 2004, y que Red Bull habría robado su idea.
La demanda se resolvió fuera de la corte en junio de 2011 y el 5 de febrero de 2012, The Daily Telegraph informó que el proyecto había sido reanudado.
El 15 de marzo de 2012 se completó el primero de dos saltos de prueba de 71 581 pies (21 817,9 m). Durante el salto Felix estuvo aproximadamente 3:43 minutos en caída libre, alcanzando velocidades de más de 360 millas por hora (579,4 km/h), antes de abrir el paracaídas. En total, el salto duró aproximadamente ocho minutos y ocho segundos, y Baumgartner, se convirtió en la tercera persona en saltar desde un paracaídas desde 13,5 millas (21,7 km) sin daño alguno.
El 25 de julio de 2012, Baumgartner completó el segundo de los dos saltos de prueba previstos, a 29 460 m de altura. La cápsula, elevada por un globo de helio, tardó 90 minutos para llegar a la altitud prevista y su caída libre se calcula que duró 3:48 minutos, antes de que sus paracaídas se desplegaran, la velocidad alcanzada fue de 1.342,8 km/h.

#### Logros
El día 14 de octubre de 2012, Baumgartner despegó desde Roswell (Nuevo México), para ascender hasta los 39.068 metros, altura desde la cual efectuó una caída libre. Este hecho le atribuyó dos récords históricos:
- Primer ser humano en romper la barrera del sonido, sin apoyo mecánico y en caída libre. Los cálculos concluyeron que el paracaídista austriaco rompió la barrera del sonido durante los primeros 40 segundos de caída, al llegar a unos 1.342,8 km/h.[25]
- Récord de salto libre desde mayor altura, hasta que Alan Eustace (vicepresidente de Google) batió el récord al saltar desde 41.150 metros.[26]

## Muerte
Falleció el 17 de julio de 2025 mientras practicaba paramotor en Porto Sant'Elpidio, Italia, durante sus vacaciones de verano. Reportes de prensa sugieren que sufrió un paro cardiaco poco antes de estrellarse contra una piscina.